# Urmiri
Urmiri è un comune (municipio in spagnolo) della Bolivia nella provincia di Tomás Frías (dipartimento di Potosí) con 2.741 abitanti (dato 2010).

## Cantoni
Il comune è suddiviso in 2 cantoni.
- Cahuayo
- Urmiri